# Dimitrij Petrovič Buturlin
Dimitrij Petrovič Buturlin (rusko Дмитрий Петрович Бутурлин), ruski general in vojaški zgodovinar francoskega rodu, * 11. maj 1790, † 21. oktober 1849.
Sodeloval je v številnih bitkah Napoleonovih vojn kot pribočnik princa Petra Mihailoviča Volkonskega in Aleksandra I. Ruskega. Leta 1823 je bil poslan v Francijo, da bi pomagal zatreti špansko revolucijo. Po rusko-turški vojni (1828-1829) se je upokojil s činom generalmajorja. Maja 1833 je postal član Vladajočega senata in decembra 1840 član Državnega sveta Carske Rusije. Leta 1843 je postal direktor Carske javne knjižnice. V zadnjih letih življenja je napisal številne knjige o ruski vojaški zgodovini (še posebej o vojnah Katarine II. in rusko-francoskemu delu Napoleonovih vojn) in v zadnjem letu življenje pa je vodil t. i. Buturlinov komite, tajni nadzorni organ ruskih cenzorjev.
Leta 1848 so ga reaktivirali, da je pomagal pri zatrtju madžarske revolucije. 